# Lepidosperma lyonsii
Lepidosperma lyonsii är en halvgräsart som beskrevs av Russell Lindsay Barrett. Lepidosperma lyonsii ingår i släktet Lepidosperma och familjen halvgräs. Inga underarter finns listade i Catalogue of Life.